# Neomixis
Neomixis é um género de ave da família Cisticolidae.

## Espécies
Este género contém as seguintes espécies:
- Neomixis striatigula
- Neomixis tenella
- Neomixis viridis